# Hercostomus scotti
Hercostomus scotti är en tvåvingeart som beskrevs av Grichanov 1999. Hercostomus scotti ingår i släktet Hercostomus och familjen styltflugor. Inga underarter finns listade i Catalogue of Life.